# 타우로볼리움

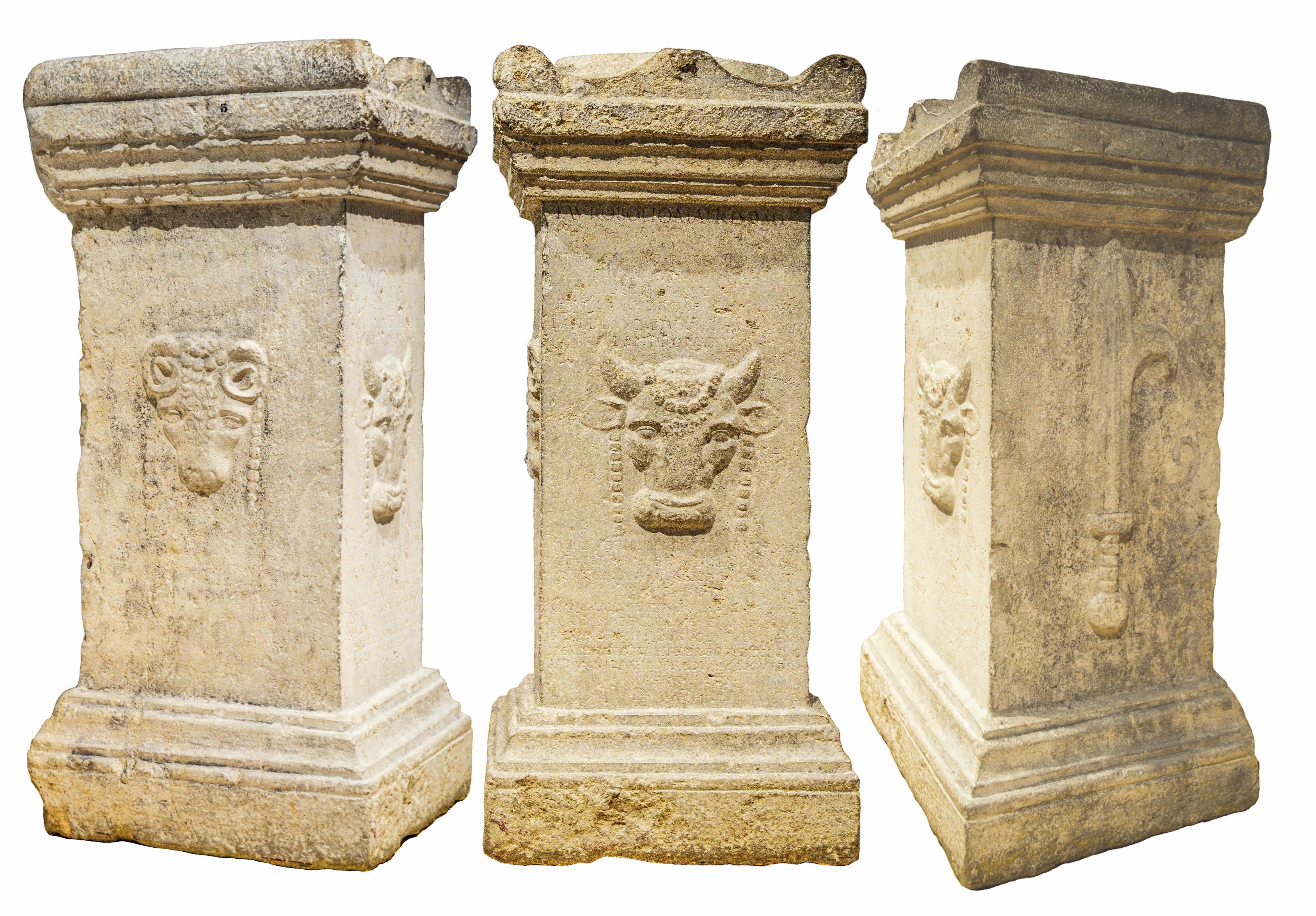
부크라니아, 공희용 칼, 이다산의 위대한 어머니신에 대한 봉헌 등을 나타내는 타우로볼리움 제단의 각 세 면 (루그두눔/리옹 출토)

2세기에서 4세기 시기 로마 제국에서, 타우로볼리움(taurobolium)은 소를 제물로 바치는 행위를 포함한 의식들을 일컬으며, 2세기 중엽 이후로는 대지모신 숭배와 연관지어졌다. 이전에는 대지모 숭배에만 국한되지지 않았으나, 서기 159년 이후의 모든 민간의 타우로볼리아('taurobolia', 타우로볼리움의 복수형)들은 '마그나 마테르'(Magna Mater)에 대해 언급하고 있다.

## 역사

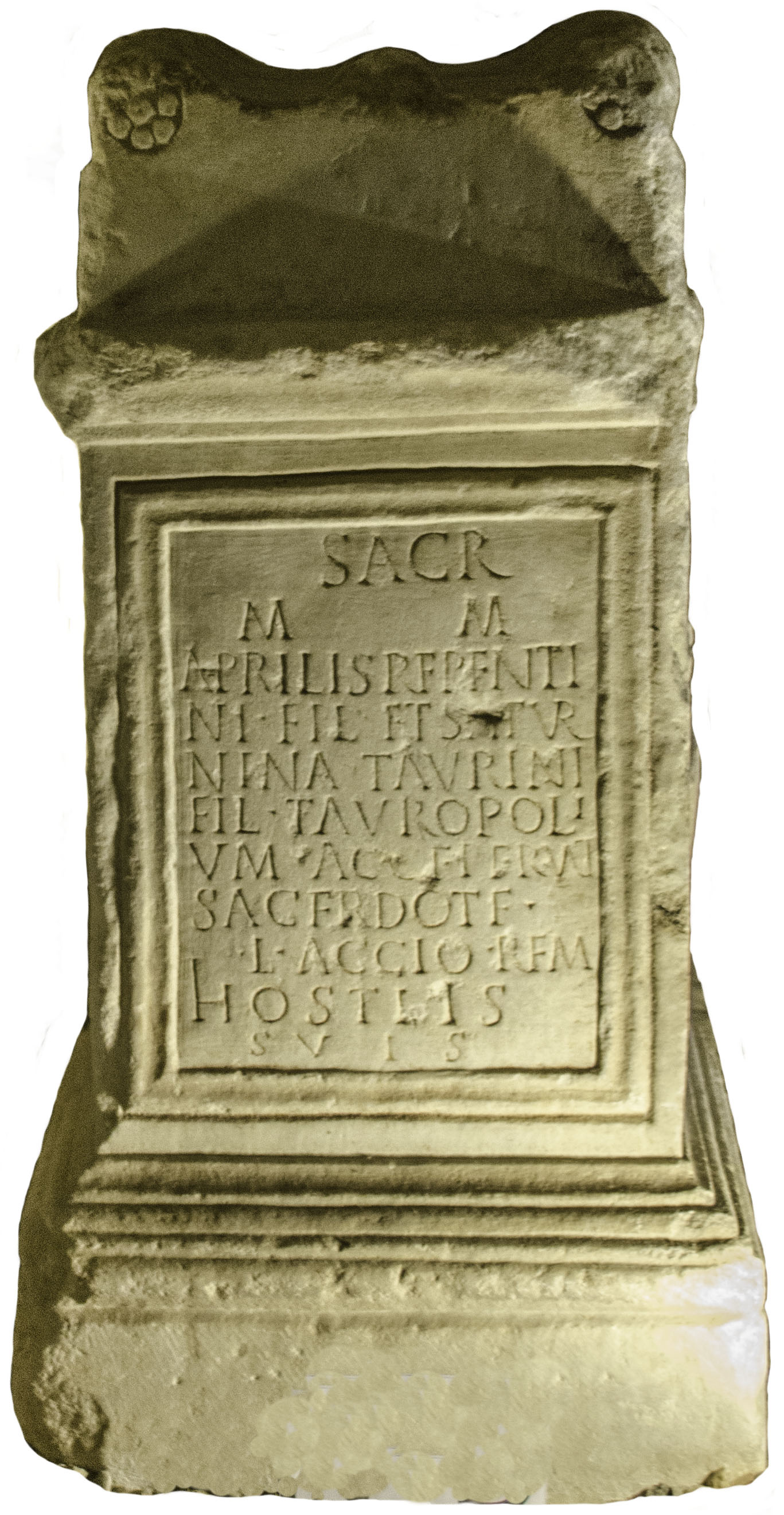
레크투르 (프랑스)의 외젠카모레이 박물관에 있는 타우볼리움 제단 20개 중 하나

소아시아에서 기원한, 타우로볼리움의 확인된 이탈리아 내 최초 활동은 한 금석문에 기록된 바에 의하면서기 134년 푸테올리에서 베누스 카일레스티스를 기리는 행위이었다.
소아시아 지역의 2세기의 초기 금석문들은 신들을 기념하는 '파네기리스'와 연관성을 띠는, 황소를 쓰러트리는 사냥 의식에 대해 나타내고 있는데, 이 의식에서 황소가 재물로 바쳐지고 그 살을 분배하기는 하지만 온전히 종교적인 의식은 아니었다. '타우볼리움'이라는 개념의 추가와 아르키갈루스 집단 등은 안토니누스 피우스의 재위 20년인 '비켄날리아'에 해당하는 158년과 159년 때 황제가 조직한 대지모 숭배에서 생겨난 것들이었다. '타우볼리움' 금석문에서 대지모에 대한 기록상 최초의 언급은 160년으로 거슬러 올라간다. 이 내용에 따르면 황소의 고환 (vires) 부분은 로마에서 제거되어 160년 11월 27일 루그두눔에 있는 타우볼리움 제단에 봉헌되었다고 한다. Jeremy Rutter는 황소의 고환이 로마의 관습에 있어서 불쾌함의 대상인 키빌레 신자들의 자기 거세를 대체하였다고 주장한다.
황제 대신에 대지모신에게 자비를 바라는 민간의 '타우로볼리아'가 갈리아에서도, 히스파니아에서도 아프리카에서 그랬듯이 이탈리아 지역에서 대중적인 것이 되었다. 금석문에 남아있는 마지막 민간의 타우로볼리움은 3세기가 끝날 무렵 누미디아의 마타르에서 디오클레티아누스와 막시미아누스를 위해 열린 것이었다.

## 묘사
귀족적 성격의 전통 신앙 집단에서 재시작되어, 꽤나 다른 성격의 타우볼리움이기는 하지만 타우볼리움에 대하여 제일 유명하고 가장 생생한 묘사를 담고 있는 것은 4세기 말 기독교인 프루덴티우스의 반이교도 성격의 시 '순교자의 왕관'을 통해 제공된 것이며, 초창기 학계에 영향을 미친 것으로 악명높았다: 꽃과 머리에 황금 왕관과 머리띠를 하고, 가비누스식 싱크처가 달린 비단 토가를 입은 대지모신의 사제는 촘촘한 구멍이 뚫린 널빤지로 덮여 있는 도랑에 자리를 잡고 있고, 이 널빤지 위에서 꽃과 황금으로 장식된 황소가 죽음을 맞이한다. 그 황소의 피는 널빤지의 구멍을 통해 아래의 사제한테 흘러내려가, 사제의 얼굴, 심지어는 혀와 입안까지 타고 내려간다. 이 세례가 끝나고 대지모의 사제는 정화를 받고 다시 태어난 숭배자들 앞에 모습을 드러내 절과 숭배를 받는다. 프루덴티우스는 '타우로볼리움'에 대해 분명하게 언급하고 있지는 않으며, 새로운 형태를 띠는 이 의식은 동시대의 다른 사료들에서 가져온 것임은 틀림없다: "게르마니아 인페리오르의 라인강에 위치한 노바이시움에서, 메트로운으로 추정되는 피 구덩이가 발견된 적이 있다고 Jeremy Rutter는 전하였다.
최근 학계에서는 프루덴티우스의 묘사에 사실성에 대해 의문을 제기하고 있다. 그 묘사가 전통 신앙에 적대적이었던 후대 기독교인의 기록물이고, 영향을 미치기 위해 그 의식을 왜곡했을 수도 있다. 타우볼리움을 언급하고 있는 더 이른 시기의 기록물들은 한층 불쾌함이 적고 정교한 공희 의식 등을 전한다. 따라서 프루덴티우스의 묘사는 타우볼리움의 후대 발전 모습을 기반으로 한 것일 수도 있다.

## 목적

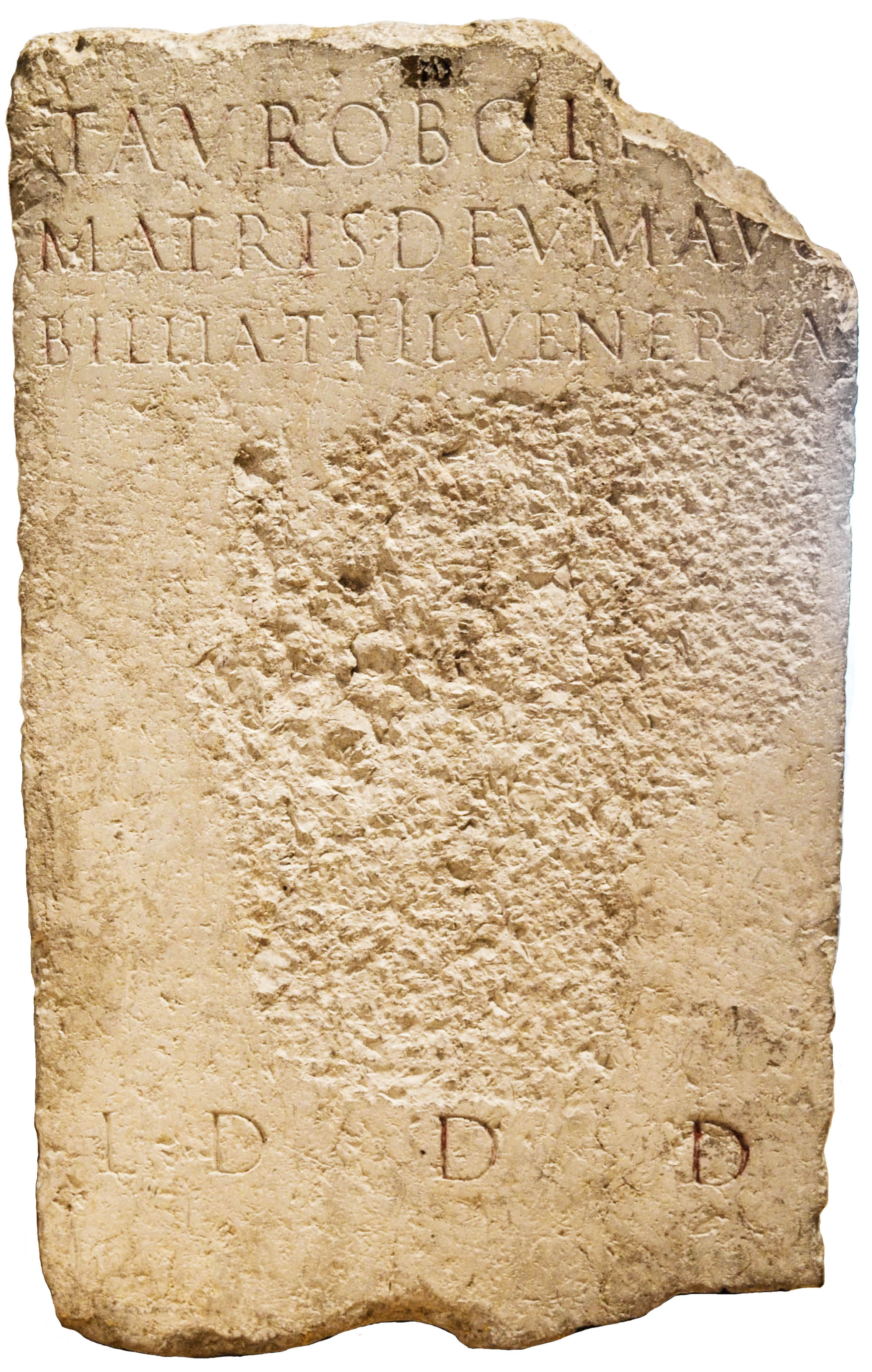
대지모에 대한 타우로볼리움을 기념하는 금석문

2세기와 3세기의 '타우로볼리움'은 황제, 제국 또는 지역 공동체의 안녕(살루스)을 위한 조치로 보통 시행됐다. H. Oppermann은 타우로볼리움이 대지모신 키벨레와 아티스의 연례 축제인 디에스 상귀니스 (피의 날)이 열리는 3월 24일에 보통 열렸다고 하는 초기 주장들을 부정하며, 3월 말에 어떠한 타우로볼리아가 열린 적이 없다 주장하였다. 3세기 말과 4세기에 타우로볼리움의 일반적인 동기는 개인의 정화와 재생이었는데, 이 의식에 참여한 이들은 '영생을 위한 재탄생'을 뜻하는 '레나투스 인 아이테르눔'(renatus in aeternum)이라 일컬어졌다. 이 의식의 효과는 영원한 것은 아니었고, 20여 년 정도 지속된다고 여겨졌는데, 피의 마법이 그 의식 참가자가 키벨레에 헌신하기로 한 '20여 년의 순환'(bis deni orbis) 기간이 끝나면 달아 없어진다고 보았기 때문이었다. 맹세'(보툼)'의 이행 또는 여신의 명령으로 의식을 진행하기도 했으며, 이 특권에는 성별이나 계층 제한이 없었다. 4세기 때 고위층의 전통 신앙 집단 재유행이 있던 시기, Rutter는 "타우로볼리움이 그 의식 자체의 효과보다는 전통 신앙의 상징으로서 언급되었을 것이라 추정할 수 있다. 분명히 타우로볼리움은 기독교 황제들에게 금지된 의식이었기에 기독교 및 기독교 황제들에 대한 전통 신앙 귀족 계층들의 최후 분쟁의 상징이 되었다."라는 의견을 제시했다. 로마시에서 타우로볼리움이 거행되던 장소는 성베드로 대성당 근처였으며, 이 지역에서 진행된 발굴에서 제단 및 타우로볼리움을 기념하는 금석문들이 발굴되었다.
황소를 양으로 대신하는 크리오볼리움 역시도 행해졌으며, 가끔식은 타우로볼리움과 같이 열렸다.

## 현대의 해석
브리태니커 백과사전 제11판를 집필한 고전학자 그랜트 샤워먼은 타우로볼리움에 대해 다음과 같이 나타냈다: "타우로볼리움은 대지모 신과 아티스 (해당 부분 참조)등에 대한 관계를 상징화 한 신성한 연극이었을 것이다. 사제의 공희가 벌어지는 도랑 (구덩이) 밑으로 내려가는 행위는 대지의 어머니신의 생육을 약화시키는 아티스의 죽음을 상징하고, 사제가 피로 목욕하다 일어나는 것은 아티스의 회복, 생육의 재탄생을 상징화 한 것이다. 이 의식은 짐승의 육체를 섭취하거나 그 피와 접촉함으로써 그 힘을 얻을 수 있다는 믿음을 기반으로 한, 동물의 피를 마시거나 동물의 피로 세례를 받는 초기 오리엔트의 관습이 전해진 것일 수도 있다. '레나투스 인 아이테르눔'(영생을 위한 재탄생)라는 문구에도 불구하고, 이 의례가 어떤 식으로든 기독교에서 차용했을 것이라고 추측해볼 만한 근거는 없다."

## 같이 보기
- 토럭터니
- 투우
- 타우로카탑시아

### 참고 문헌
- Duthoy, Robert. The Taurobolium: Its Evolution and Terminology. (Leiden: E.J. Brill) 1969.
- Espérandieu, Émile. Inscriptions antiques de Lectoure (1892), pp. 494 if.
- Hepding, Hugo. Attis, Seine Mythen und Sein Kult (Giessen, 1903), pp. 168 if., 201
- Showerman, Grant. "The Great Mother of the Gods", Bulletin of the University of Wisconsin, No. 43; Philology and Literature Series, 1.3 (1901).
- Rutter, Jeremy B. The Three Phases of the Taurobolium, Phoenix, Vol. 22, No. 3 (Autumn, 1968), pp. 226-249, Classical Association of Canada (DOI: 10.2307/1086636)
- Zippel, Festschrift zum Doctorjubilaeum, Ludwig Friedländer, 1895, p. 489 f.
- 본 문서에는 현재 퍼블릭 도메인에 속한 브리태니커 백과사전 제11판의 내용을 기초로 작성된 내용이 포함되어 있습니다.

## 추가 서적 자료
- Vitas, Nadežda Gavrilović (2021). 〈I Asia Minor Religionas and Cults - 1. Magna Mater〉. 《Ex Asia et Syria: Oriental Religions in the Roman Central Balkans》 (영어). Archaeopress Publishing Ltd. 13–48쪽. ISBN 978-1-78969-914-2.